# このわた

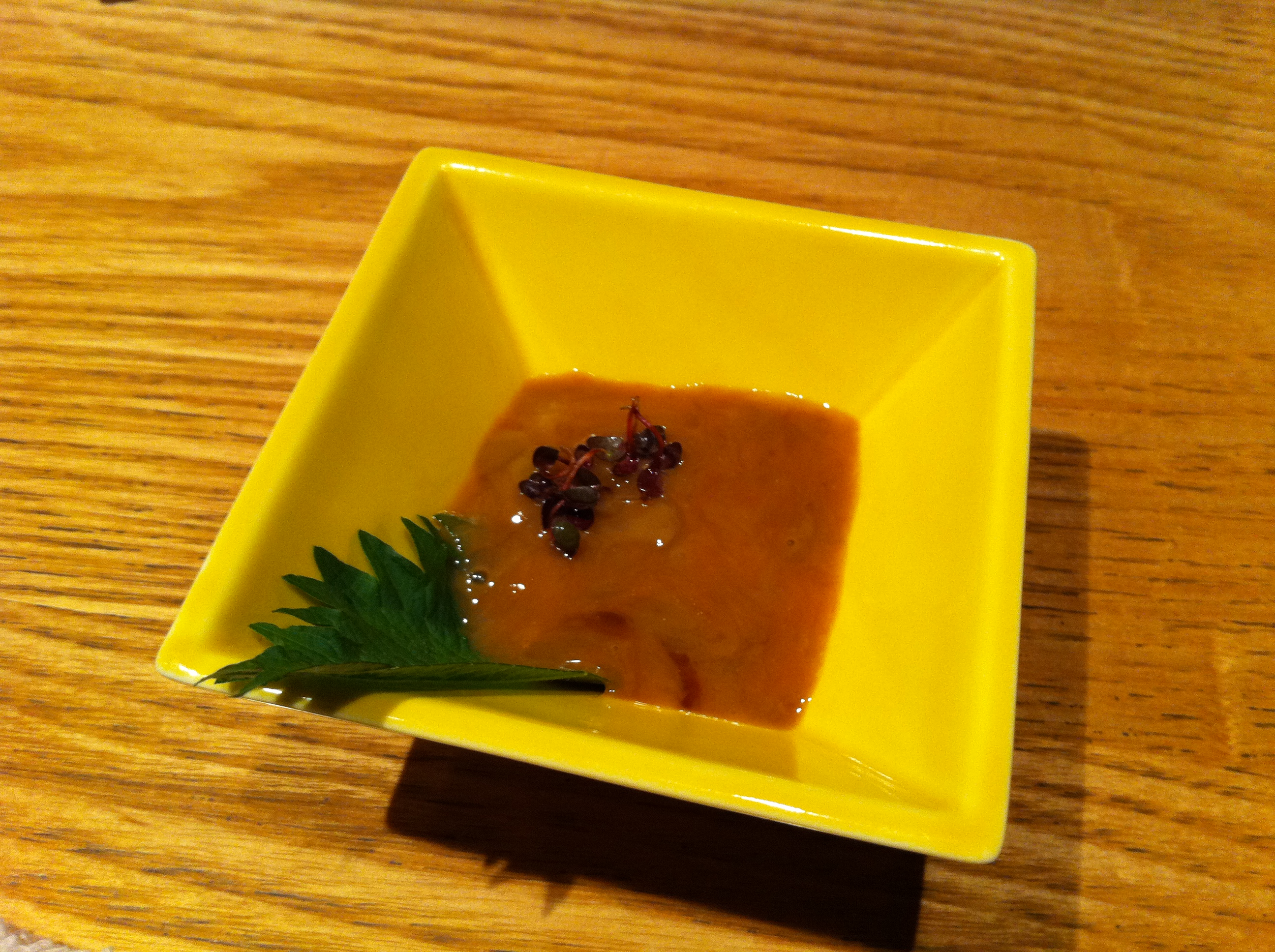
このわた

このわた（海鼠腸）は、ナマコの内臓の塩辛である。寒中に製した、また腸の長いものが良品であるとされる。尾張徳川家が師崎のこのわたを徳川将軍家に献上したことで知られ、ウニ、カラスミ（ボラの卵巣）と並んで日本三大珍味の一つに数えられる。
古くから能登半島・伊勢湾・三河湾が産地として知られてきたが、今日では、瀬戸内海など各地で製造されている。
語源は、こ（ナマコ）＋の（助詞）＋わた（腸、内臓）である。

## 製法
このわたを製造する場合には、体色が赤っぽい「アカナマコ」が重宝がられるという 。
まず、ナマコの体内を浄化するため、作業場近くの海に設けた生け簀で2日ほど放置する。腸管内部の餌の残渣や糞がある程度排泄されたころをみはからい、腹側の口に近い部分を小刀で5-6cmほど裂き、逆さにして内部の体腔液を抜きつつ、切り口から指を入れて内臓を引き出すか、または脱腸器で内臓を抜き取る。
抜き出した内蔵は、指先でしごいて内部に残った砂を絞り出し、腸管・呼吸樹（「海鼠腸の二番」と称される）・生殖巣の三部位と、砂（砂泥）とに分別される。生殖巣はくちこの製造に向けられる。
なお、内臓を抜いたナマコは生食用または熬海鼠（いりこ：煮干し品）の製造に向けられ、生食用は海水を満たしたナイロンの袋に詰めて出荷される。熬海鼠用は釜に入れるまで、海水を満たした桶に保管しておく（ナマコの生態的な特徴からすぐに死ぬことはない）。解体時にナマコの切り口を小さくするのは、熬海鼠の品質を良くするためといわれている。
解体と分別作業が終わると、小盥に分けた内臓を海水でよく洗い、ザルに取って水気をきってから一升舛で量り、別の盥に入れて重量比で1割強（体積比では、内臓1升に対して2～3合）の食塩を加えて混ぜ合わせ、桶または壺に貯蔵する。2〜3日で塩漬けが完了して食用可能な状態となるため、箸などを用いて出荷用の容器へと取り分ける。おおまかに、ナマコ100貫から内臓8升が採取でき、内臓1升からこのわた7合が製造できる。
多量の水分を含み、軟らかい紐状をなすこのわたの流通用容器としては、ガラス瓶・竹筒・桶の3種類がある。ガラス瓶が使用されるようになったのは、昭和40年代以降のことであるが、清潔で容積に変化がないことから、120 ml容の小瓶が使われている。竹筒入りは細身の青竹を用いるが、内容積に変化があるため、使用する時は、このわたの本数を読んで詰めている。さらに、「オケ」と呼称されている小型の木製容器も用いられる。容積は120 ml相当の物を取り寄せているが、出荷先からの要望によっても変わる。京都・大阪や金沢の方面では、竹筒入りのこのわたが求められる場合が多く、名古屋方面では桶入りのものを求める傾向があるという。

## 食べ方と栄養価
ナマコの内臓はふつうは塩蔵品として市販されるが、生鮮品をそのまますすっても、三杯酢に浸して酢の物としても美味で、酒肴として喜ばれる。また、このわたに熱燗の酒をそそいだものは「このわた酒」と称される。
「このわた汁」は、このわたをまな板の上で庖丁で叩いてから椀に入れ、ごく薄味に仕立てた汁を注いだもので、このわたの真の味を賞し得るという。また味噌仕立てにもされ、三州味噌を庖丁で細かく切って水溶きし、鰹節と昆布とを加えて3時間ほど置き、裏ごしする。これを火にかけて味を調え、このわたを加えてさっと火を通して供する。
ウズラの卵を添えて寿司の軍艦巻のネタとしても用いられる。

## 歴史
このわたは、能登国の産物として平安時代の史料に登場する。室町～戦国時代には、能登の守護職を務めた畠山氏が、特産の水産物としてこのわたを納め、「海鼠腸桶」を足利将軍家や公卿・有力寺社などへ贈呈した歴史が知られている。
延長５年（927年）成立の『延喜式』では、中央政府が能登国のみに課した貢納物の中に、熬海鼠に加えて「海鼠腸」が挙げられている。能登の交易雑物に「海鼠腸一石」と記録されている点から、かなり量産されていたことがうかがわれる。
『蜷川親元日記』にも、畠山義統より足利義政への進物として「海鼠腸百桶（只御進上）」との記述があり、また、日野富子へ向けて「このはた百桶」、義統の親元に向けて「このはた五十桶」が贈られたと記されている。塩辛である海鼠腸の特徴と、中世文献上に記述されている「桶」の数量から、海鼠腸桶は口径6cm未満（2寸相当）の小型の曲物容器であった可能性が指摘されるとともに、福井県一乗谷朝倉氏遺跡の朝倉館より大量に出土した小型曲物こそが、この「桶」であろうとの指摘がなされている。
室町時代に成立した「奉公覚悟之事」にもこのわたの記述があり、「このわたハ桶を取りあげてはしにてくふべし。是も一番よりハ如何。半に両度もくふべき也（下略）」との説明から、このわたが、片手で持ちうる大きさの「桶」に詰められていたであろうことが明らかであるという。
江戸時代に、能登の名産品として、このわたを将軍家に献上した加賀藩前田家は、この中居産の海鼠腸を御用品に定めることで、南湾の石崎町と同じく能登のナマコ生産を支配した。
このため、現在でも七尾湾で水揚げされたナマコを加工している場所は、七尾市石崎町と鳳珠郡穴水町中居の二ヶ所だけである。石川県下におけるナマコ生産・加工に関する歴史も、前田氏が能登の支配を始めた江戸時代からと伝承されている。
近世初頭の慶長8年（1603年）には、「コノワタCono vata．（海鼠腸）」の表記で『日葡辞書』に収録されている。

また、1697年頃に編纂された『本朝食鑑』 では、「海鼠 奈麻古（ナマコ）ト訓ズ」の説明に以下のように付記して、「黄腸（きわた）ヲ淹（つ）ケテ爲シ」た醢（ひしお＝塩辛）を紹介しているが、ここでは「このわた」の呼称は文中に登場していない。
『本朝食鑑』 では、このわたについて以下のように独立した項目を設けて詳述している。

たわらごという呼称について、江戸時代後期の風俗習慣についてまとめた『嬉遊笑覧』では、
と述べ、伊勢貞丈もまた、
と要約している。いっぽう、蔀関月は
と簡潔に触れているのみであり、「たわらご」・「たわらこ」の呼称の起源が、元来、ナマコの生鮮品・煮干し品・内臓の塩蔵品のいずれを指すものであったのかは判然としない。
『和漢三才圖會』では、卷第五十一（魚類 江海無鱗魚）に「海鼠（とらご）」の項を設け、このわたについても
との説明を与えている。
江戸時代末期から明治時代初期にかけて刊行された 『尾張名所圖會』においては
として、『本朝食鑑』からの引用がなされ、併せて豊臣秀吉がその美味を称賛した逸話について触れられている。同じく江戸時代末期の文化8年（1811年）、 栗本丹洲が著した『千蟲譜』の「海鼠」の項でも、このわたについて
と言及されている。